# Корразия
Корра́зия (лат. corrado — скоблить, скрести) — процесс механической эрозии, обтачивания, истирания, шлифования и высверливания массивов горных пород движущимися массами обломочного абразивного материала, перемещаемого водой, ветром, льдом или смещающегося под действием силы гравитации по склонам. Так, в пустынях корразия происходит под действием песка, в ложе ледника — валунами, в русле реки — влекомыми водой обломками. В результате на поверхности пород образуются ячеистая структура, борозды, ложбины и другие углубления.
Корразия проявляется в разрушающем действии ветра на горные породы. Корразия возникает при воздействии переносимых ветром песчаных и пылеватых частиц на обнажения твёрдых горных пород. В результате ветровой шлифовки скал, камней, строений и механизмов формируются ниши выдувания, грибовидные образования и другие специфичные формы в выступах твёрдых или скальных пород.